# Sonronius
Sonronius — рід цикадок із роду клопів.

## Опис
Цикадки розміром 4—5 мм. Стрункі, циліндричні, із закругленою спереду головою і згладженим переходом обличчя в тім'я. Для СРСР вказувалося 2 види.

## Систематика
У складі роду:
- Sonronius anderi (Ossiannilsson, 1948)
- Sonronius binotatus (Sahlberg, 1871)
- Sonronius dahlbomi (Zetterstedt, 1840)